# المعجم الياباني الجديد للإيضاح الجلي
المعجم الياباني الجديد للإيضاح الجلي (باليابانية: 新明解国語辞典، النطق بالأبجدية العربية: شين ميكاي كوكوغو جيتن) هو معجم ياباني شهير تصدره دار النشر سانسيدو. يُعرف هذا المعجم اختصارًا باسم شين ميكاي، وأحيانًا يُشار إليه بلقب ودّي كشينكاي سان (باليابانية: 新解さん). تقوم دار سانسيدو أيضًا بنشر معجم آخر يُدعى بمعجم سانسيدو للغة اليابانية، ويُعدّ هذا المعجم نظيرًا للمعجم الياباني الجديد للإيضاح الجلي ويُشار إليه بـ"الأخت المعجمية"، إذ يشترك المعجمان في عدد من المحرّرين ذاتهم.

## الطبعات
خضع هذا المعجم المرجعي للّغة اليابانية للعديد من التنقيحات وإعادات النشر عبر التاريخ. فقد كانت النسختان الأوليان تصدران تحت اسم المعجم الياباني للإيضاح الجلي (باليابانية: 明解国語辞典، النطق بالأبجدية العربية "ميكاي كوكوغو جيتن"). أما الطبعات الست اللاحقة، فقد نُشرت تحت الاسم الحالي بإضافة لفظة شين 新، أي "الجديد"، ليصبح العنوان: شين ميكاي كوكوغو جيتن، أي "المعجم الياباني الجديد للإيضاح الجليّ".
فيما يلي تسلسل طبعات المعجم الياباني الجديد للإيضاح الجلي، بما في ذلك النسختين الأوليين اللتين صدرتا تحت اسم المعجم الياباني للإيضاح الجلي:
1943: الطبعة الأولى – المعجم الياباني للإيضاح الجلي (باليابانية: 明解国語辞典)
1952: الطبعة الثانية – المعجم الياباني للإيضاح الجلي (باليابانية: 明解国語辞典)
1972: الطبعة الأولى – المعجم الياباني الجديد للإيضاح الجلي (باليابانية: 新明解国語辞典)
1974: الطبعة الثانية – المعجم الياباني الجديد للإيضاح الجلي (باليابانية: 新明解国語辞典)
1981: الطبعة الثالثة – المعجم الياباني الجديد للإيضاح الجلي (باليابانية: 新明解国語辞典)
1989: الطبعة الرابعة – المعجم الياباني الجديد للإيضاح الجلي (باليابانية: 新明解国語辞典)
1997: الطبعة الخامسة – المعجم الياباني الجديد للإيضاح الجلي (باليابانية: 新明解国語辞典)
2005: الطبعة السادسة – المعجم الياباني الجديد للإيضاح الجلي (باليابانية: 新明解国語辞典)
2011: الطبعة السابعة – المعجم الياباني الجديد للإيضاح الجليّ (باليابانية: 新明解国語辞典)

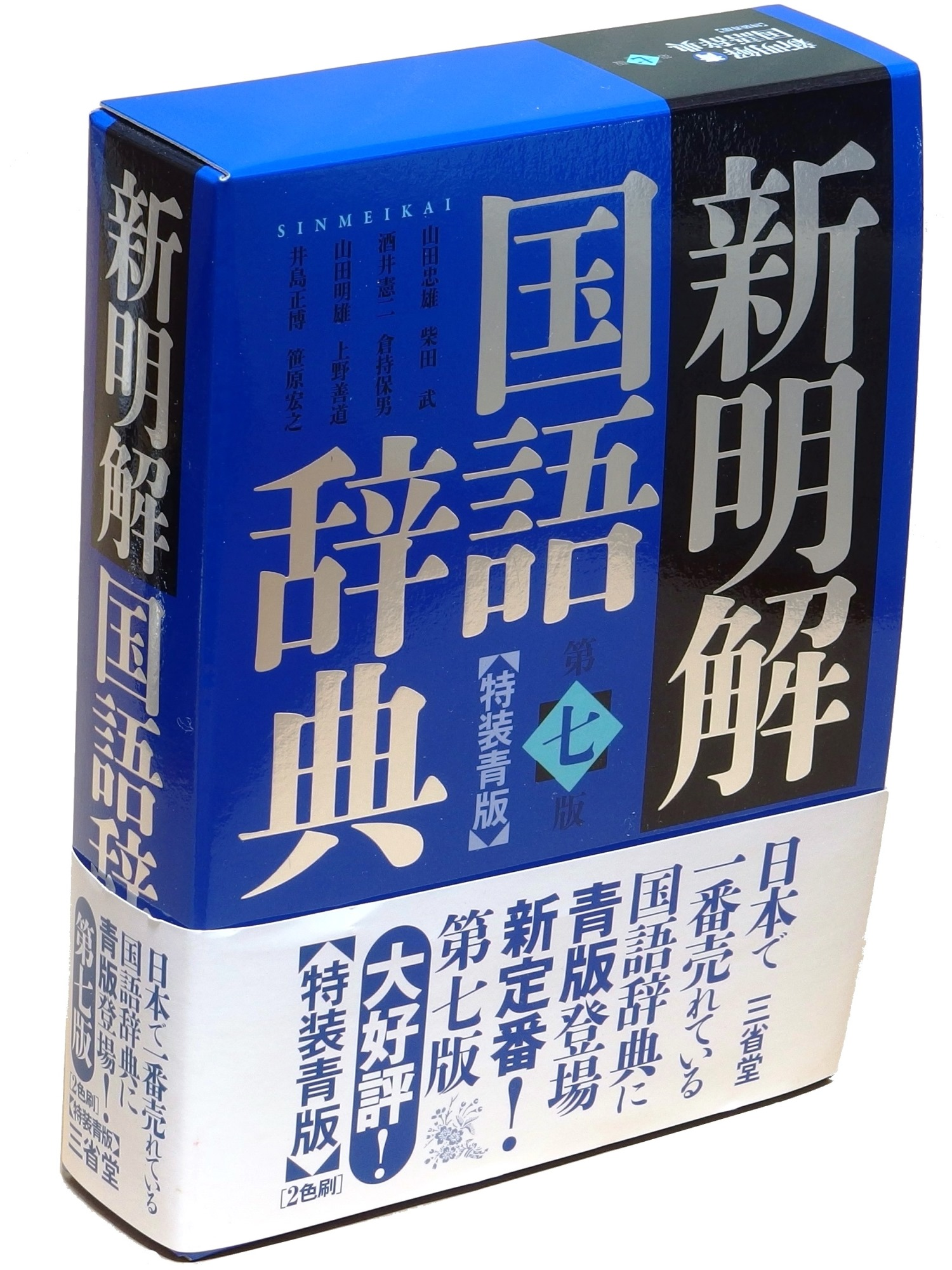
صورة الطبعة السابعة من المعجم الياباني الجديد للإيضاح الجلي بالنسخة الزرقاء منه لعام 2017.

2020: الطبعة الثامنة – المعجم الياباني الجديد للإيضاح الجلي (باليابانية: 新明解国語辞典)
كان رؤساء التحرير في النسخ الأولى من المعجم هم: كيندايتشي كيوسكي (1882-1971)، وكيندايتشي هاروهيكو (1913-2004)، وكينبو هيديتوشي (1914-1992)، والأبرز بينهم يامادا تاداو (1916-1996). الطبعة السادسة، التي تضم حوالي 76,500 مدخلاً معجميا أي مدخلاً مصطلحا، لا تزال تذكر يامادا كرئيس للتحرير، لكن التحرير الفعلي كان بواسطة شيباتا تاكيشي (باليابانية: 柴田武) وساكاي كينجي (باليابانية: 酒井憲二). يُعد المعجم الياباني الجديد للإيضاح الجلي من أشهر المعاجم المستخدمة بين فئة طلاب المرحلة الثانوية في اليابان. وفقًا لدار النشر سانسيدو، فالنسخ المباعة لجميع الطبعات مجتمعة تصل الى أكثر من 19,500,000 نسخة.